# Mălini
Mălini – wieś w Rumunii, w okręgu Suczawa, w gminie Mălini. W 2011 roku liczyła 2924 mieszkańców. 